# Parallelia prisca
Parallelia prisca là một loài bướm đêm trong họ Erebidae.